# Tromelin
Tromelin is een onbewoond eiland met een grootte van 1 km². Het is een opgeheven atol. Het ligt in de Indische Oceaan, ongeveer 350 kilometer ten oosten van Madagaskar. De Fransen ontdekten het eiland in 1722. In 1814 werd het onder het gezag van het Franse departement Réunion geplaatst. Sinds 2007 hoort Tromelin nog steeds bij Frankrijk, maar maakt het geen deel meer uit van Réunion. Het vormt vanaf dan een onderdeel van de Verspreide Eilanden in de Indische Oceaan die bestuurlijk vallen onder de Franse Zuidelijke en Antarctische Gebieden. 
Er zijn geen havens of ankerplaatsen omdat de zee er niet diep genoeg is. Het eiland is 7 meter hoog en wordt omgeven door koraalriffen. Op het eiland bevindt zich een belangrijk meteorologisch station. Om hier te kunnen komen is er een onverharde start- en landingsbaan.
Het eiland werd voor het eerst ontdekt door een Franse navigator in 1722. Het dankt zijn naam aan chevalier Jacques-Marie de Tromelin, kapitein van het Franse oorlogsschip Le Dauphine, die het eiland bezocht in 1776. 
Aanvankelijk viel Tromelin bestuurlijk onder de kolonie Île de France (Frans-Mauritius). In 1810 werd Mauritius echter bezet door de Britten en Brits-Mauritius kwam bij de Vrede van Parijs (1814) officieel in Britse handen. De Fransen behielden echter hun claim op Tromelin. In 1954 kregen de Fransen van de Britten toestemming om op Tromelin een meteorologisch station te bouwen en een landingsbaan aan te leggen. Sindsdien is Tromelin in Franse handen gebleven. Het onafhankelijk geworden Mauritius betwist echter dat het akkoord uit 1954 ook een overdracht van soevereiniteit betekende en heeft daarom nog altijd een claim op het eiland.

## Schipbreuk van deUtile
In 1761 leed het slavenschip L'Utile schipbreuk voor de kust van Tromelin, waarna een deel van de overlevenden vijftien jaar vastzat op het eiland.
L'Utile, een schip van de Franse Oost-Indische Compagnie, vertrok in juli 1761 vanuit Madagaskar richting Mauritius met als voornaamste lading een honderdtal slaven. Onderweg sloeg een zware storm het schip uit koers, waarna het vastliep voor de kust van Tromelin. De bemanning en een deel van de slaven slaagden erin het eiland te bereiken, maar veel slaven verdronken doordat ze opgesloten zaten in het ruim.
In de eerste dagen na de schipbreuk was er een tekort aan water. De bemanning hield alle water voor zichzelf, waardoor een deel van de slaven stierf van uitdroging. Er werd vervolgens een put gegraven, waaruit brak maar drinkbaar water werd gehaald.
De bemanning bouwde een boot met wrakhout van de Utile. Deze boot was net groot genoeg om alle blanken, dicht opeen gepakt, te kunnen vervoeren. Er was geen plaats voor de slaven. De bemanning beloofde de slaven dat ze terug zouden komen om hen op te halen, en vertrok. Zij kwamen veilig aan in Madagaskar.
De Franse gouverneur in Mauritius had een verbod uitgevaardigd op het importeren van slaven, en was woedend op de kapitein van de Utile, die dat verbod aan zijn laars had gelapt. Hij weigerde daarom een schip naar Tromelin te sturen om de slaven te evacueren. Toen het verhaal Parijs bereikte, was men daar verontwaardigd over de situatie, maar doordat Frankrijk verwikkeld was in de Zevenjarige Oorlog, werden de schipbreukelingen al gauw volledig vergeten.
De gestrande slaven moesten overleven in moeilijke omstandigheden. Tromelin is woestijnachtig en niet geschikt voor menselijke bewoning. Het beschikbare voedsel bestond uit schildpadden, vogels, en schaaldieren. Het enige drinkwater was het brakke water uit de waterput. Er was vrijwel geen brandhout beschikbaar, noch andere grondstoffen. Bovendien wordt het laaggelegen eiland regelmatig geteisterd door tropische stormen.
Het duurde uiteindelijk tot november 1776, vijftien jaar na de schipbreuk, vooraleer de laatste overlevenden, zeven vrouwen en een acht maanden oude baby, geëvacueerd werden door een schip onder leiding van Tromelin, naar wie het eiland sindsdien vernoemd is.
Bassas da India · Europa · Juan de Nova · Glorieuzen · Tromelin